# 剪應變
剪應變（shear strain）是材料力學中的名詞，定義為一微小材料元素承受剪應力時所產生的角變形量。因此是一個无量纲(dimensionless)的物理量。公式記為
{\displaystyle \gamma _{yx}=\lim _{y\to 0}{\frac {\Delta x}{y}}}

其中{\displaystyle \gamma _{yx}} 是剪應變，{\displaystyle y} 是材料元素的高度，{\displaystyle {\Delta x}} 是承受剪應力的變形量。  

## 相關領域
- 固體力學
- 流體力學
- 連續介質力學